# Giuseppe Montana
 (août 2025).
Le contenu est difficilement compréhensible vu les erreurs de traduction, qui sont peut-être dues à l'utilisation d'un logiciel de traduction automatique.
Giuseppe Montana, dit Beppe né le 8 octobre 1951 à Agrigente et mort le 28 juillet 1985 à Santa Flavia, est un policier italien, commissaire de la Squadra mobile de Palerme, victime de la Cosa nostra,.

## Biographie
Né à Agrigente en 1951, fils d’un fonctionnaire du Banco di Sicilia, il déménagea ensuite à Catane où il grandit. Il obtint la licence en droit et remporta par la suite le concours pour entrer dans la Police.
Il rejoignit la brigade criminelle de Palerme et, en son sein, fut placé à la tête de la toute nouvelle section « Catturandi », chargée de la recherche des fugitifs. À ce poste, il obtint des résultats remarquables, découvrant en 1983 l’arsenal de Michele Greco et envoyant derrière les barreaux en 1984 Tommaso Spadaro, boss de la contrebande de cigarettes et du trafic de drogue. Il avait collaboré au « maxi coup de filet de San Michele » du Pool antimafia, exécutant une partie des 475 mandats d’arrêt. Avec le pool, il aurait continué à travailler en étroite collaboration jusqu’à son dernier jour, consolidant un lien né avec le juge Rocco Chinnici, engagé en première ligne dans le « défi » contre Cosa nostra.
À l'occasion de l’assassinat de Chinnici, Montana avait déclaré :

« À Palerme, nous ne sommes guère plus d’une dizaine à constituer un réel danger pour la mafia. Et leurs tueurs nous connaissent tous. Nous sommes des cibles faciles, malheureusement. Et si les mafieux décident de nous tuer, ils peuvent le faire sans difficulté. »

— Beppe Montana
Trois jours avant la mort de Montana, le 25 juillet 1985, la Catturandi avait arrêté huit hommes de Michele Greco, qui s’était soustrait à la capture.
Un autre Greco, Pino, dit « Scarpuzzedda », était à la tête d’une cosca qui, avec celle des Prestifilippo, contrôlait le territoire de Ciaculli où se cachait le fugitif Salvatore Montalto. Montana tentait de convaincre Scarpuzzedda de se rendre, et cherchait aussi à persuader sa maîtresse, Mimma Miceli, de le livrer à la justice. L’agent Calogero Zucchetto, infiltré dans les mafias de Ciaculli, fut tué le 14 novembre 1982 par Greco car il était sur le point de capturer Montalto ; parmi les mafieux, sans que l’on sache avec quelle crédibilité, se répandit aussitôt la rumeur que Montana et son supérieur Ninni Cassarà auraient ordonné à leurs hommes que Greco et Prestifilippo ne soient pas pris vivants. Montana fut plutôt l’initiateur et le principal animateur du comité en mémoire de Zucchetto, sur le thème de la légalité. Sa collaboration avec Cassarà fut longue et intense, accompagnée d’un lien humain profond, et ce dernier serait assassiné neuf jours après lui. D’une autre nature fut la « collaboration » avec un autre fonctionnaire, Ignazio D'Antone, soupçonné de collusion avec le crime organisé et, en particulier, avec le boss Pietro Vernengo, frère de cet Antonio dont l’arrestation avait été la première grande opération de Montana.
Parmi les enquêtes menées par Montana, on compte aussi celle sur l’affaire du Palermo calcio, qui mena en prison le président Salvatore Matta avec plusieurs dossiers d’écoutes téléphoniques révélant une gestion financière pour le moins douteuse.

### L’assassinat
Le 28 juillet 1985, veille de départ en vacances, il fut tué par balles (un .357 Magnum et deux calibres 38 avec balles expansives) par un trio mafieux composé d’Agostino Marino Mannoia, Pino Greco et Giuseppe Lucchese alors qu’il était avec sa fiancée à Porticello, hameau de la commune de Santa Flavia. Mannoia aurait tiré la balle décisive, tandis que Lucchese et Greco auraient seulement grièvement blessé le policier. Il fut tué près du port où était amarré son bateau à moteur.
À partir du jour de son assassinat commença un été qui vit la ville de Palerme plongée dans le sang des victimes de la mafia : en seulement dix jours, trois enquêteurs de la brigade criminelle de Palerme furent assassinés, particulièrement exposés car, selon un grand nombre de sources unanimes, ces hommes, à commencer par Cassarà lui-même, furent laissés seuls.
Montana repose encore aujourd’hui au Cimetière monumental de Catane.

### L’affaire Salvatore Marino
Un témoin de l’attentat signala le modèle et les premiers numéros de plaque de ce qui, selon lui, était la voiture de soutien à l’embuscade. Les investigations auprès de l’administration des transports orientèrent l’enquête vers Salvatore Marino, un footballeur de vingt-cinq ans appartenant à une famille de pêcheurs. Il fut conduit au commissariat et, au cours de l’interrogatoire, apparurent des contradictions et des démentis.
Alors que le témoin affirmait que Marino se trouvait sur les lieux de l’assassinat de Montana précisément ce jour-là, Marino soutint au contraire qu’il se trouvait à Palerme, mais il fut ensuite contredit par les témoins qu’il avait appelés à sa décharge. La perquisition à son domicile permit de découvrir 34 millions de lires en espèces, que Marino affirma avoir reçus de son club de football, ce que les dirigeants démentirent. Dans sa maison, on trouva également un t-shirt taché de sang. Les enquêteurs furent donc amenés à le considérer, pour le moins, comme complice des tueurs.
Pris, selon le juge d’instruction, d’une « hystérie collective », certains policiers le torturèrent jusqu’à le tuer,. Le jeune homme fut conduit à l’hôpital alors qu’il n’y avait déjà plus rien à faire. Les journaux publièrent la photographie de son cadavre à la morgue, prise par Letizia Battaglia. Famille et amis portèrent le cercueil blanc de Salvatore Marino à travers une bonne partie de la ville, en scandant « Policiers assassins »,.
Le 5 août 1985, en soirée, fut diffusée la nouvelle selon laquelle le ministre de l’Intérieur de l’époque, Oscar Luigi Scalfaro, avait relevé de leurs fonctions le chef de la brigade criminelle Francesco Pellegrino, le capitaine des Carabinieri Gennaro Scala et le responsable de la section anti-braquages Giuseppe Russo. Tous les policiers démis furent incarcérés pour homicide involontaire. Le lendemain, Cassarà fut assassiné.
En 1990, la Cour d’assises de Caltanissetta condamna les responsables de la mort de Marino, non pas pour Homicide involontaire (comme le demandait le ministère public) mais pour violence privée : Francesco Pellegrino, Giuseppe Russo, le maréchal Giovanni Milia, le sous-officier principal Antonino Cicero, l’appointé Ciro Di Lanno, l’assistant Francesco Brancassio, les agents Pietro Marchese et Giuseppe Lercara, ainsi que les deux brigadiers des Carabinieri Cesare Scanio et Damiano Leccadito ; furent acquittés pour absence de preuves Gennaro Scala, le commissaire Alfredo Anzalone et le carabinier Angelo Tignola ; la Cour déclara qu’il n’y avait pas lieu de poursuivre l’agent Natale Mondo, assassiné par la mafia deux ans auparavant.

## Taupes et repentis
En 1994, à l’occasion d’un procès, le repenti de la mafia Francesco Marino Mannoia (arrêté par Montana lui-même quelques jours avant l’embuscade de Porticello) déclara que pour l’assassinat de Montana, comme pour celui de Cassarà, un rôle fondamental aurait été joué par un policier corrompu, une « taupe » opérant au sein même de la brigade mobile. Plus précisément, au sein de la section Catturandi. Dans le commissariat déjà qualifié de « repère de taupes » par Falcone.
Des révélations importantes à ce sujet avaient déjà été faites par le repenti en 1989, lorsqu’il avait notamment indiqué que les tireurs auraient été le frère même de Mannoia, Agostino, avec Pino Greco "Scarpuzzedda" et Mario Prestifilippo, tandis que Salvatore Marino aurait participé à l’embuscade en qualité de complice.
Lors du témoignage de 1994, Mannoia déclara que la décision de tuer Montana, le seul policier qui « osait envahir le territoire de Ciaculli », aurait mûri en raison de la rumeur déjà évoquée selon laquelle Montana et Cassarà auraient « donné l’ordre de tuer, avant leur capture, Pino Greco, Prestifilippo et Lucchese »,.
La présence de taupes dans la brigade mobile avait également été évoquée par Laura Cassarà, veuve du commissaire adjoint assassiné, lors d’un témoignage à un procès en 1993 ; à cette occasion, elle avait ajouté qu’elle et son mari auraient dû accompagner Montana à Porticello le jour du meurtre, mais qu’ils n’y étaient pas allés en raison d’un imprévu.

## Procès
Le 17 février 1995, la Cour d’assises de Palerme a condamné les commanditaires de l’assassinat : Salvatore Riina, Michele Greco, Bernardo Brusca, Francesco Madonia et Bernardo Provenzano, qui furent condamnés à la réclusion à perpétuité. Par la suite, Giovanni Motisi fut également condamné à la perpétuité en qualité de commanditaire du meurtre de Montana.

## Distinctions
La place de Porticello (Santa Flavia) où Giuseppe « Beppe » Montana fut tué lui est dédiée. Plusieurs autres localités ont donné le nom du commissaire assassiné à des rues ou des places, souvent en utilisant officiellement le diminutif « Beppe » au lieu de son nom civil. À Bagheria, l’inauguration d’une place à son nom a également été l’occasion de mettre fin à une incroyable « dédicace abusive » à un personnage aux contours troubles et soupçonné de liens mafieux.
- Médaille d'or de la valeur civile (28 juillet 1985)

« Méprisant les dangers auxquels il s’exposait en agissant contre la féroce organisation mafieuse, il menait personnellement, avec un esprit d’initiative peu commun, un travail d’enquête intense et complexe qui conduisait à l’identification et à l’arrestation de nombreux hors-la-loi.
Surpris dans une embuscade, il était mortellement touché par deux assassins, décédant sur-le-champ.
Témoignage d’attachement au devoir poussé jusqu’au sacrifice ultime de la vie. »

— Palerme, le 28 juillet 1985.